# Breguet Alizé
Бреге Br.1050 «Ализе» (фр. Breguet Br.1050 Alizé - Пассат) — французский палубный противолодочный самолёт.

## История
В начале 1950-х годов во Франции началось строительство авианосцев «Клемансо» и «Фош». Для решения задач по их обороне от подводных лодок, было решено создать специальный самолёт. Для упрощения постройки и уменьшения сроков самолёт построили на базе уже существовавшего Breguet Br.960 Vultur.

## Описание
С самого начала самолёт разрабатывался как палубный, поэтому крылья были разработаны складываемыми, в силовую структуру фюзеляжа был встроен гак, шасси усиленное.

Для поиска подводных лодок противника, был установлен радар DRAA 2A. Управление радаром возлагалось на 2 человек, оператора и наводчика. После обнаружения лодки противника самолёт мог произвести как самостоятельную атаку глубинными бомбами или торпедами, так и просто работать авианаводчиком для противолодочных кораблей.
Всего было построено 89 машин, из них 75 для ВМС Франции, 12 для ВМС Индии и 2 прототипа.
В 1979 году началась модернизация французских машин, на них были установлены РЛС Thomson-CSF Iguane, система радиоэлектронной борьбы Thomson-CSF ARAR 12 и навигационная система SERCEL-Crouzet Omega Equinox, после этого самолёт стал соответствовать стандарту Nouvelle Generation.

## Служба
В военно-морских силах Франции данный самолёт находился на вооружении до продажи авианосца «Фош» Бразилии. Участвовал во многих операциях НАТО, в том числе в военной операции НАТО против Югославии в 1999 году.
В индийских военно-морских силах, самолёт состоял на вооружении до 1991 года, в составе авиакрыла лёгкого авианосца «Викрант», когда он был заменён вертолётами HAL Dhruv. Участвовал в индо-пакистанской войне 1971 года.